# كيسي بيلي
كيسي بيلي (بالإنجليزية: Casey Bailey)‏ هو لاعب هوكي الجليد أمريكي، ولد في 22 أكتوبر 1991 في أنكوريج في الولايات المتحدة.

## وصلات خارجية
- كيسي بيلي على موقع دوري الهوكي الوطني (الإنجليزية)
- كيسي بيلي على موقع EliteProspects.com (الإنجليزية)
- كيسي بيلي على موقع HockeyDB.com (الإنجليزية)
- كيسي بيلي على موقع Hockey-Reference.com (الإنجليزية)